# Ala-Lyly (sjö i Pieksämäki, Södra Savolax)
Ala-Lyly är en sjö i kommunen Pieksämäki i landskapet Södra Savolax i Finland. Sjön ligger 103 meter över havet. Arean är 55 hektar och strandlinjen är 4,3 kilometer lång. Sjön  ingår i Vuoksens huvudavrinningsområde.   Den ligger omkring 78 kilometer norr om S:t Michel och omkring 280 kilometer nordöst om Helsingfors. 